# Condado de Hancock (Kentucky)
O Condado de Hancock é um dos 120 condados do estado americano de Kentucky. A sede do condado é Hawesville, e sua maior cidade é Lewisport. O condado possui uma área de 515 km² (dos quais 26 km² estão cobertos por água), uma população de 8 392 habitantes, e uma densidade populacional de 17 hab/km² (segundo o censo nacional de 2000). O condado foi fundado em 1829.